# صير (جنين)

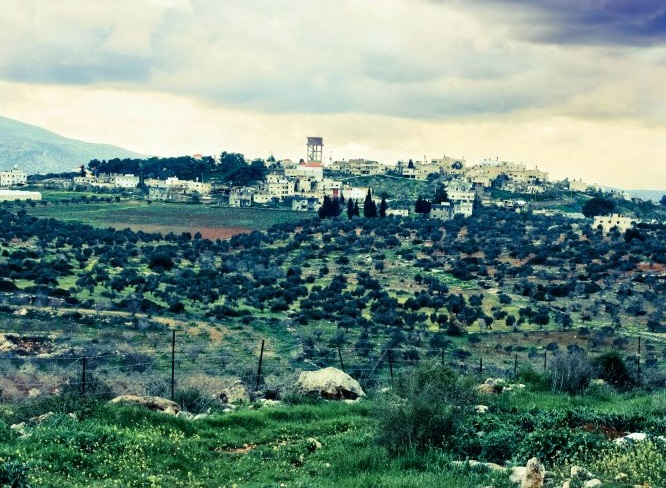
قرية صير جنين في موسم الشتاء

صير بكسر الصاد وسكون آخره، هي قرية فلسطينية قليلة المنازل كبيرة المساحة والأراضي في محافظة جنين، لُقِّبَت بـ«صير النعمانين» نسبةً إلى الشهيد نعمان محمود حسين إرشيد ونعمان عبد الرحمن حمدان إرشيد. يبلغ تعداد سكانها 765 نسمة.

## موقعها
تقع في جنوب مدينة جنين على مسافة 18 كيلو متر منها، تقع موقع جبلي أو تلة مرتفعة بما يقارب 426 متر عن سطح البحر وتحيط بها أشجار أحراجها، تبلغ مساحتها حوالي 12499 دونم، وتقع بين قرى مسلية والجربا والزبابدة وعقابا والجديدة وسيريس وميثلون وصانور والكفير.

## السكان

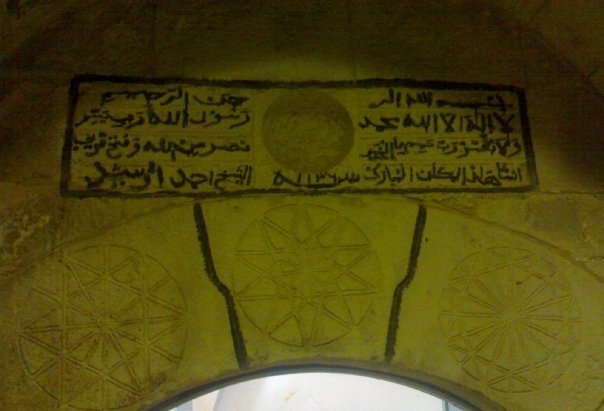
بسم الله الرحمن الرحيم لا إله الا الله رب يسر ولا تعسر رب تمم بالخير نصر من الله وفتح قريب انشأ هذا المكان المبارك سنة 1136 الشيخ أحمد ألرشيد

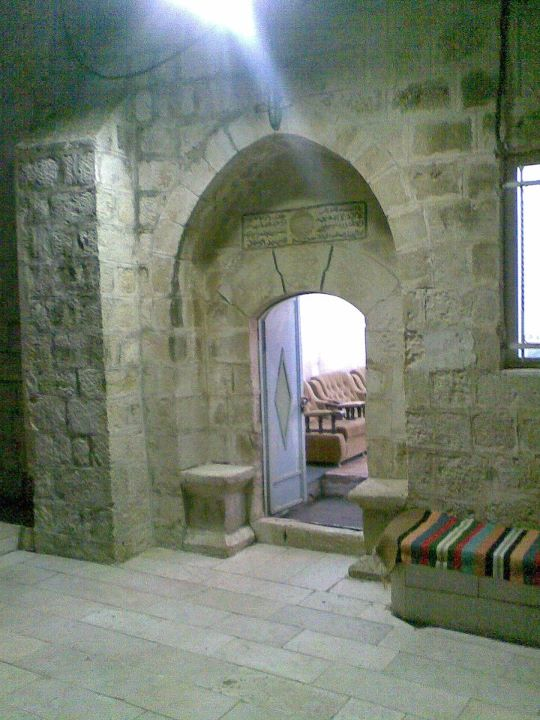
ديوان آل إرشيد والذي بناه احمد إرشيد في عام 1136 هـ اي قبل 294 سنة وهو من اقدم المباني الخاصة في عائلة إرشيد في القرية مع منزل أحمد إرشيد

كان في صير سنة 1922 م. (194) شخصاً بلغوا في عام 1931 م (231) منهم 113 ذكراً و 118 انثى وجميعهم مسلمون ولهم 42 بيتاً، وفي سنة 1945م. قدروا ب (290) شخصاً. معظمهم من عائلة إرشيد وقليلهم من القرى الأخرى.

### عائلات القرية
من أشهر عائلاتها عائلة آل إرشيد وهي من العائلات العريقة في البلاد عامة وفي قضاء جنين خاصة، وقد كانت صاحبة النفوذ في هذه الجهات يطلب ودها ومحالفتها من شيوخ القرى الأخرى. وقد سكنوها من أكثر من 292 عام والذي يشهد لهم مبنى ديوان آل إرشيد الذي يعود تاريخ بناءه إلى عام 1136 هجري وذلك مكتوب على نقش حجري موضع على مدخل الديوان والذي بناه الشيخ أحمد إرشيد الذي جدد عمران صير وإبنه هو عثمان كما هو مسجل في الأرشيف العثماني الموجود في تركيا مركز الخلافة العثمانية آنذاك والذي سوف يترجم قريبا إلى اللغة العربية، وأحفاده محمد وعلي. ويوجد أيضاً شاهد آخر وهو منزل العائلة الذي بناه أحمد إرشيد لأبناءه وأبناء أبناءه وهم حسين وحمدان وسليمان وعبد الرحيم وعبد الحليم.

## الآثار
ومن المعالم التراثية في قرية صير هو قبر «النبي ذيب» كما يطلق عليه، والذي يرجع تاريخه قبل وجود العائلة وهو كان من الأشخاص الصالحين والذي سمي المكان بإسمه وكان يستَقطِب الناس.

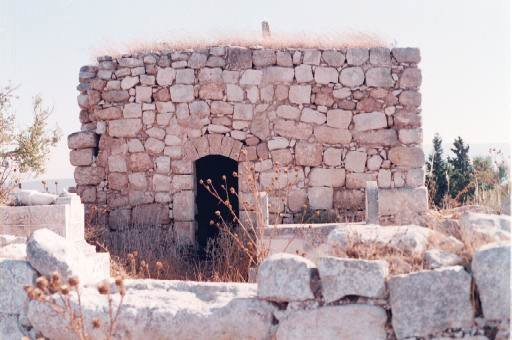
قبرالنبي ذيب أقدم معالم القرية الواضحة

وفي صير جامع بناه الشهيد محمد ذيب عبد الرحيم إرشيد سنة 1342 هـ، ثم تم تجديد بناه بداية الألفية الجديدة. وكانت فيها مدرسة أميرية أُغلقت في سنة 1940 م لقلة عدد الطلاب فيها بعد أن ظلت مفتوحة مدة ثلاثة عشرة سنة. وقد كان فترتها يوجد بها 70 رجلاً يلمون بالقراءة والكتابة، وبعد النكبة أُنشئ مدرستان ابتدائيتان لقريتي صير والكفير، واحده للبنين ضمت في عام 1966-1967 المدرستين 67 طالباً والثانية للبنات ضمت في نفس السنة 36 طالبة.

## الزراعة
كما تشتهر القرية بالزراعة خاصة الزيتون الذي يعد المصدر الأساسي الاقتصادي للقرية، بجانب زراعة الحبوب والقطاني والخضار الفواكه كالقمح والعنب والتين والكرز واللوز وغيرها، يوجد بالقرية معصرتين للزيتون إحداهما قديمة والأخرى حديثة.

## البلدية المتحدة

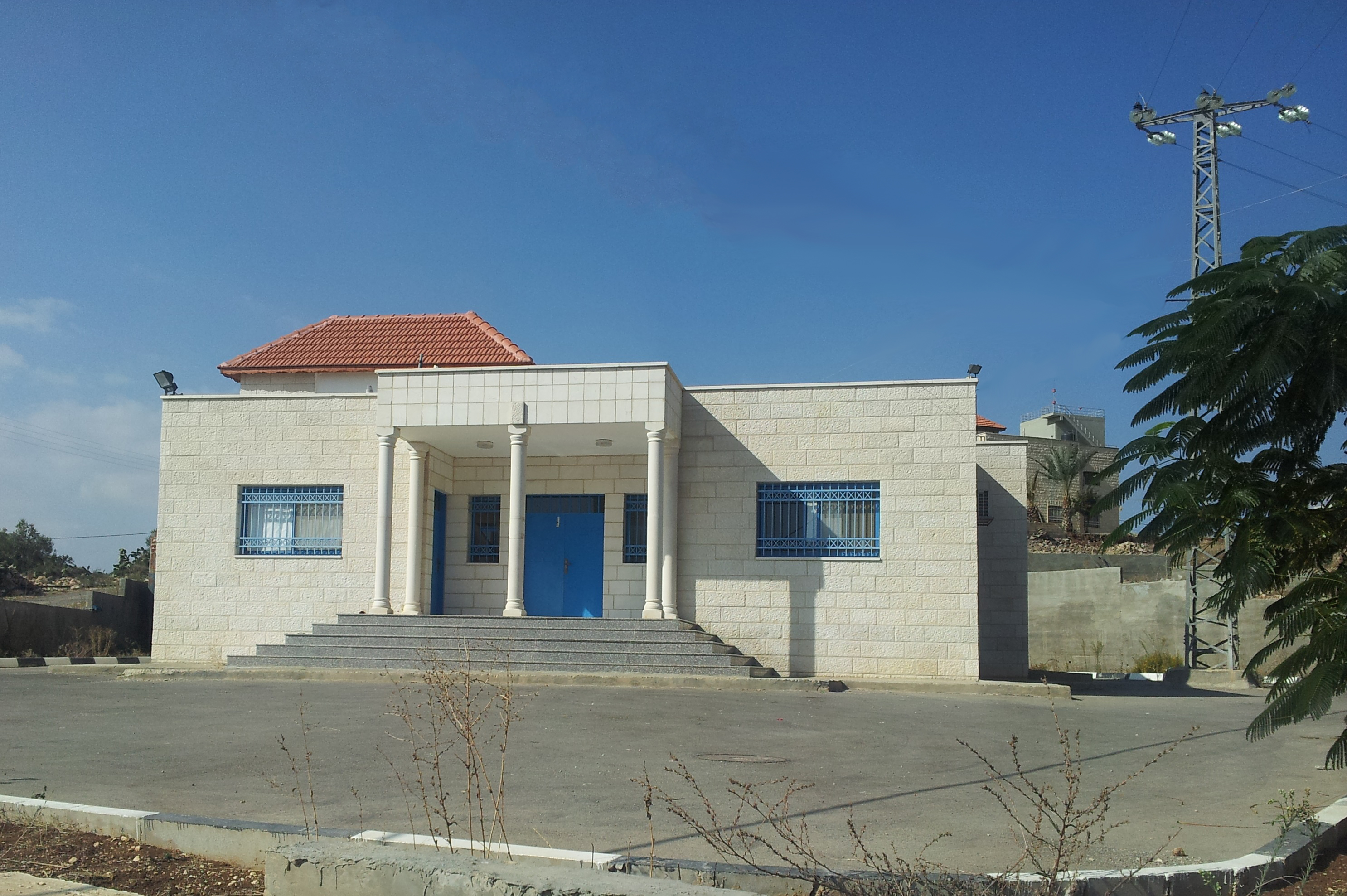
مبنى البلدية المتحدة في صير

تم تمديد المياة البلدية أو الدائمة في يوم 14-11-2011 للقرية من خلال مشروع البلدية المتحدة الذي افتتحه الدكتور سلام فياض، وكان يشمل قرى البلدية المتحدة: ميثلون وسيريس والجديدة ومسلية وصير وجربا.
ثم تغيير الخدمة الكهربائية في البلدية المتحدة إلى شركة توزيع كهرباء الشمال في تاريخ 27-01-2012.
والآن القرية تطالب بالانفصال عن البلدية المتحدة مع باقي قرى البلدية؛ احتجاجاً على سياسة البلدية المتحدة، وتراجع الخدمات التي تقدمها للمواطنين. وقد تظاهر سكان القرية في وجه موظفين البلدية المتحدة عند قرار تغيير عدادات الكهربائية من قبل البلدية المتحدة عازمين على وضع العدادات على الأعمدة الكهربائية مباشرة، ذلك الذي واجهه الرفض الشديد من سكان القرية.
وقد طالبت بلدية ميثلون أيضا بفصل الاندماج والذي تواجد فيه عدد من أهالي قرية صير، التي سبق لأهاليها أن توجهوا للقضاء لإعفائهم من الاندماج، حيث يقول «حسين إرشيد» إن صير قرية صغيرة، ولم يأخذ رأي الناس فيها بقرار الدمج، وكل مافي الأمر قرار من عضوين من اللجنة المحلية في القرية، وهذا لا يلبي رغبة وحاجة القرية، وقال: في الوقت التي تعتبر صير واحدة من أربع قرى هي صير، الكفير، تنين، تلفيت تم سلخ القرية عن محيطها، وألحقت في البلدية المتحدة، وفي وقت لا توجد للقرية أية علاقات مع ميثلون والقرى المنضوية تحت البلدية المتحدة، فجميع علاقات القرية مع الزبابدة أو جنين، ولا يوجد أي مبرر منطقي لضم القرية للبلدية، وأضاف: تقدمنا بأكثر من طلب لوزارة الحكم المحلي بخصوص إعادة النظر في قرار ضم القرية للبلدية، وحصلنا على وعود من الوزير، ولكن بكل أسف لم يتم تنفيذ الوعود التي قطعها على نفسه، وعلينا توجهنا إلى المحكمة العليا للنظر في تظّلمنا، وسنواصل الفعاليات للانفصال عن البلدية المتحدة. وعن ملاحظاته على قرار الدمج، وسبب الرفض أنه قال: إن البلدية أضافت للمواطنين الكثير من الالتزامات، فرفعت الرسوم، وأوجدت رسوم إضافية، وحمّلت الموطنين أعباء لا يقدر عليها، وأشار إلى موضوع كهرباء الشمال وقال أهالي القرية بسيطون، وغالبيتهم تعتمد على موارد محدودة، ولا يُعقل أن يتم رفع رسوم الكهرباء على الناس بطريقة مبالغ فيها، وأشار إلى أن رسوم ربط اشتراك كهرباء ثلاثة فاز يصل 3000 دينار، وقال ماهي الأعمال التي يمكن للمواطن أن يقوم بها حتى يوفر هذا المبلغ في قرية مثل صير؟ وأتبع حديثة بأن أهالي صير سيواصلون خطواتهم للانفصال ولن يقبلو باستمرار الظلم الواقع عليهم. (جريدة الحياة الجديدة الأحد 4-3-2012 العدد 5867)

## أعلام القرية
ومن أهم عائلاتها عائلة «آل إرشيد» وفيها عائلة «أبو الرب» و«عمارنه» و«وشاحي» و«سعايده» كما أنها احتوت عوائل كثيرة خصوصا فترة النكبة والنكسة منها «البحيري» و«التركمان» و«أبو حرب» و«الزغلول» و«الوشاحي» و«سعايدة» إلا أن أغلبهم قد انتقلو للعيش في قرى أو مدن أخرى.
وكانت أيضا مركزاً ومعقل للثورة بمحافظة جنين بسبب ارتفاعها وموقع الاستراتيجي التي جعل منها إحدى القرى ذات الاهمية في فترة التمرد على الدولة العثمانية وإزالتها من المنطقة، ومن أشهرهم:
«الشيخ أحمد إرشيد» مؤسس العائلة والمتمرد على الانتداب البريطاني، فقد عمل مع الجيش العثماني ضد الجيش البريطاني فمع الوشايات تم القبض عليه والقبض على الشيخ سعيد الكرمي، الشيخ رفعت تفاحة، عبد الفتاح آغا طوقان، والشيخ عبد الغني عفانة، وفايق افندي العنبتاوي، الشيخ مصطفى ابي السعود، والشيخ صادق صالح الأحمد (عظموط), رضى افندي القاسم، والحاج حامد جوده وولده خضر. حيث ارسلو إلى مصر واعتقلوا ثلاثة عشر شهرا ثم اعيدوا بشفاعة عزة باشا العابد.
«حافظ محمد إرشيد» عضو لجنة قومية سنة 1936 م.
«محمد ذيب إرشيد» ممول الثوار وشهيد الثورة وأخوه الشهيد «أحمد ذيب إرشيد».
«حسين محمد إرشيد» و «صديق حسن إرشيد» لهم نشاط قومي عام 1936.
«محمد فريد إرشيد» له نشاط قومي عام 1936 م.
«حسني أحمد ذيب إرشيد» و«توفيق سعيد سليمان إرشيد» الشهيدان اللذان تم اطلاق النار عليهم من قوات الإنجليز في مظاهرة في قضاء جنين.
الشهيد«نعمان محمود إرشيد».
"مصطفى ذيب إرشيد" من أعلام الصحافة في فلسطين ورئيس الحزب ونائب في البرلمان الأردني وعضو مجلس النواب الأردني في فترة الحكم الأردني في الضفة.
«عبد الرحيم محمد ذيب ارشيد»، ولد عام 1912، عضو مجلس الأعيان 1/11/1963, عضو مجلس نواب منذ عام 1959 ولمدة ثلاث دورات 1961- 1962.
«فريد محمود عبد الرحيم إرشيد»، ولد عام 1910، درس في كلية النجاح في نابلس وجامعة عالية في بيروت. عضو في المجلس الاستشاري الزراعي في حكومة فلسطين، عضو مجلس النواب، عضو مجلس الأعيان منذ اعلان الضم 1948.
«محمد محمود عبد الرحيم ارشيد»، ولد عام 1916، عضو في مجلس النواب الأردني (1963) ومجلس الأعيان (1967 و1971).
"محمد حافظ إرشيد"أول سجين إداري في السجون الإسرائيلية وأحد مؤسسي حزب القوميين العرب ورفيق القائد الشقاقي.
«جهاد سليمان إرشيد» الكابتن في سلاح الطيران الأردني ثم الطيار الخاص للملك حسين الراحل، ثم للشيخ  الراحل زايد بن سلطان. بعد حرب ال67 تحول الكابتن إلى طيار مدني ثم إلى نائب للمديرالعام للعمليات الجوية ومديرعام سلطة الطيران المدني. في مسيرتة المهنية نقلات نوعية. تقلب في مهمات مفصلية بين سلاح الجو والطيران المدني وإدارة عالية في عز مجدها (الملكية الأردنية حاليا). ارسله جلالة الملك الراحل حسين إلى الإمارات وتم تعيينه قائد سرب ثم قائد قاعدة الشارقة الجوية وطلب منه الشيخ زايد ان يكون مسؤولا عن السرب الاميري وطيارا خاصا له.
«ماهر فريد إرشيد» سكرتير اللجنة العليا لشؤون الأرض المحتلة 1971-1972, ملحق إعلامي وسياحي بالسفارة الأردنية بيروت 1965-1971, عضو اللجنة التنفيذية العليا للاتحاد الوطني 1973, عضو مجلس النواب 1973-1987, رئيس مجلس إدارة شركة السخانات الشمسية المساهمة المحدودة 1974-1976, رئيس مجلس إدارة شركة اتلانتيك المساهمة المحدودة 1975-1979, نائب رئيس مجلس إدارة الشركة العربية الأوروبية للصرافة 1979, نائب رئيس مجلس إدارة شركة اسبان كورت للألمنيوم للمنطقة الحرة في سوريا 1979-1985, رئيس مجلس إدارة المجموعة العربية الانمائية 1980, مؤسس الجامعة العربية الأمريكية في جنيف 1995, رئيس مجلس إدارة الجامعة العربية الأمريكية – جنين 1995-2000 وعضو مجلس الأمناء فيها، عضو مجلس الأعيان الأردني التاسع عشر 2001.
«الدكتور حكم مصطفى إرشيد»خريج جامعة روما في إيطاليا سنة 1978, اخصائي صحة عامة وإدارة مستشفيات من البرازيل عام 1990, سجين إداري سابق لفترتين اثناء الانتفاضة الأولى، عضو نقابة الاطباء في نابلس لمدة عشر سنوات، ومقرر اللجنة الفرعية لاطباء نابلس لمدة اربع سنوات، وعضو هيئة مكتب النقابة -القدس لمدة اربع سنوات، رئيس لجنة الخدمات الطبية التابعة لحركة فتح ورئيس اللجان الطبية الموحدة في الضفة الغربية، مرشح سابق للمجلس التشريعي الفلسطيني للعام 1994, مدير عام استشاري في وزارة الصحة لمدة 15 عام لحين تقاعده، وذلك بقرار رئاسي من الشهيد ياسر عرفات وذلك تقديرا لخدماته الطبية والوطنية، ولا يزال الدكتور حكم على رأس عمله في عيادته الخاصة حتى يومنا هذا.
«عادل أحمد محمود إرشيد» مدير عام دائرة الشؤون الفلسطينية 1991-1993, عضو في اللجنة الملكية لإعمار قبة الصخرة المشرفة والمسجد الاقصى المبارك، عضو مجلس الاعيان وزير دولة عام 1994 م.
«نعمان عبد الرحمن إرشيد» الذي استشهد في بيروت ويقال أنه إلى الآن في السجون السورية.
«منذر عبد الفتاح إرشيد» اللواء في حركة فتح، مبعد، شارك في أحداث أيلول الأسود.
«سعاده مصطفى إرشيد» ناشط سياسي وعضو قياده ومؤسس في التيار القومي في فلسطين، عضو مجلس امناء ومؤسس في المنتدى القومي /رام الله، عضو هيئه تحرير مجلة كنعان الفصلية الصادرة في فلسطين، عضو هيئه تحرير مجلة فكر الصادرة في بيروت كاتب وباحث في مجال الفكر والسياسة والتاريخ.
«يوسف عبد الحميد إرشيد» الأسير المحرر، الذي حكم عليه المؤبد خمسة مرات و 50 عاماً وأفرج عنه بعد ان قضى 21 عام بالسجون بصفقة تبادل للأسرى.
«اشرف خليل أبو الرب» الأسير المحرر.
«أحمد سليمان إرشيد (أبو كفاح)» قائد في حركة فتح وعضوا في المجلس التشريعي السابق.
«بشار عبد الحليم إرشيد» أحد الأسرى المحررين من السجون الإسرائيلية في بداية الألفية الجديدة.
«عبد اللطيف عبد الفتاح إرشيد».
«وائل حسني أحمد إرشيد»رئيس مجلس قرية صير حالياً.

## وصلات خارجية
- فلسطين في الذاكرة/ صير